# 吕宋海峡

吕宋海峡全图

呂宋海峽（Luzon Strait），是台湾本岛和吕宋岛之间的海峡，被其中的巴丹群岛和巴布延群岛又分为巴士海峽、巴林塘海峡和巴布延海峡三條水道。
吕宋海峡东接太平洋，西通南海，全宽约250公里，不但是重要的航运通道，也是东亚各国通往北美洲的海底光缆密集之处。